# Antoniette d'Orléans-Longueville
Antoniette d'Orléans-Longueville (Trie-Château, Oise, Picardia, 1572 - Poitiers, Viena, 24 d'abril de 1618) fou una noble, religiosa benedictina i fundadora de la congregació de les Benedictines de la Mare de Déu del Calvari.
Tercera filla de Léonor d'Orléans, duc de Longueville, governador de Picardia i Normandia, i de Marie de Borbó-Saint-Pol, cosina d'Antoni de Borbó (pare d'Enric IV de França), Antoniette fou a la cort francesa com a membre del seguici d'Enriqueta de Clèveris, esposa de Lluís Gonzaga-Nevers, duc de Nevers), i després fou dama de la reina Caterina de Mèdici. El 6 de setembre de 1587 es casà amb el marquès de Belle Île Charles de Gondi (fill d'Albert de Gondi, favorit de la reina), amb qui va tenir un fill, Enric, duc de Retz. Quedà vídua quan el seu marit fou assassinat en Mont Saint-Michel en 1596 pels seguidors de Felip Manuel de Lorena, duc de Mercœur i cap de la Santa Lliga de París a Bretanya.
Antonieta, llavors, contra la voluntat dels seus parents però amb el suport del papa Climent VIII, abraçà la vida religiosa al monestir de les fulienques de Tolosa. Pau V, amb un breu apostòlic de 4 de juny de 1605, la nomenà coadjutora de l'abadessa de Fontevrault, Elionor de Borbó. Antonieta, per humilitat, demanà d'ésser rellevada del nomenament, ja que implicava que en morir Elionor es convertís en abadessa; el papa l'autoritzà a deixar Fontevrault i marxar al monestir de Lencloître en 1611.
Amb el pare caputxí Josep de París, molt influent en la cort i especialment sobre el cardenal Armand-Jean du Plessis de Richelieu, va pensar de reformar el monestir per tornar-lo al primitiu rigor de la Regla de Sant Benet, en la línia d'altres reformes, com la dels fuliencs. Amb el suport del papa, el 25 d'octubre de 1617 Antonieta i vint-i-quatre companyes deixaren Lencloître i s'establiren en un nou monestir a Poitiers, donant origen a les Benedictines de la Mare de Déu del Calvari o Filles del Calvari, que foren aprovades com a congregació de monges benedictines per Gregori XV el 22 de març de 1621).